# Brachycephalus didactylus
Brachycephalus didactylus är en groddjursart som först beskrevs av Eugenio Izecksohn 1971.  Brachycephalus didactylus ingår i släktet Brachycephalus och familjen Brachycephalidae. IUCN kategoriserar arten globalt som livskraftig. Inga underarter finns listade.